# Route nationale 514a
La route nationale 514a ou RN 514a était une route nationale française reliant Saint-Jean-de-Chevelu à Bourdeau.
À la suite de la réforme de 1972, elle a été déclassée en RD 914a.

## Ancien tracé de Saint-Jean-de-Chevelu à Bourdeau (D 914a)
- Saint-Jean-de-Chevelu
- Col du Chat
- Bourdeau